# Asaisz
Siły Bezpieczeństwa Wewnętrznego (kurd. Hêzên Ewlekariya Hundirîn), określanie również Asaisz (kurd. Asayîş; dosłownie „bezpieczeństwo”) – uzbrojona formacja policyjna działająca na terenie Autonomicznej Administracji Północnej i Wschodniej Syrii. Utworzona we wczesnych fazach wojny domowej w Syrii, początkowo została utworzona dla obszarów policyjnych kontrolowanych przez Kurdyjski Komitet Najwyższy. W październiku 2013 Asaisz liczyło 4000 członków; do roku 2017 liczba ta wzrosła do ponad 15 000.

## Organizacja
Zgodnie z konstytucją Autonomicznej Administracji Północnej i Wschodniej Syrii za działania policji odpowiadają podregiony autonomiczne. Lokalne siły Asaisz składają się z 26 oficjalnych biur, których celem jest zapewnienie bezpieczeństwa i rozwiązywanie problemów społecznych. Instytucja składa się z sześciu głównych jednostek: Administracja punktów kontrolnych, Dowództwo Sił Antyterrorystycznych (kurd. Hêzên Antî Teror, HAT), Dyrekcja Wywiadu, Dyrekcja ds. Przestępczości Zorganizowanej, Dyrekcja Ruchu i Dyrekcja Skarbowa. Do 2016 utworzono 218 biur Asaisz i 385 punktów kontrolnych z 10 funkcjonariuszami w każdym. W większych miastach działają dyrekcje generalne odpowiedzialne za wszystkie aspekty bezpieczeństwa, w tym kontrolę drogową. Każdy subregion ma dowództwo HAT, a każde centrum Asaisz organizuje się autonomicznie.

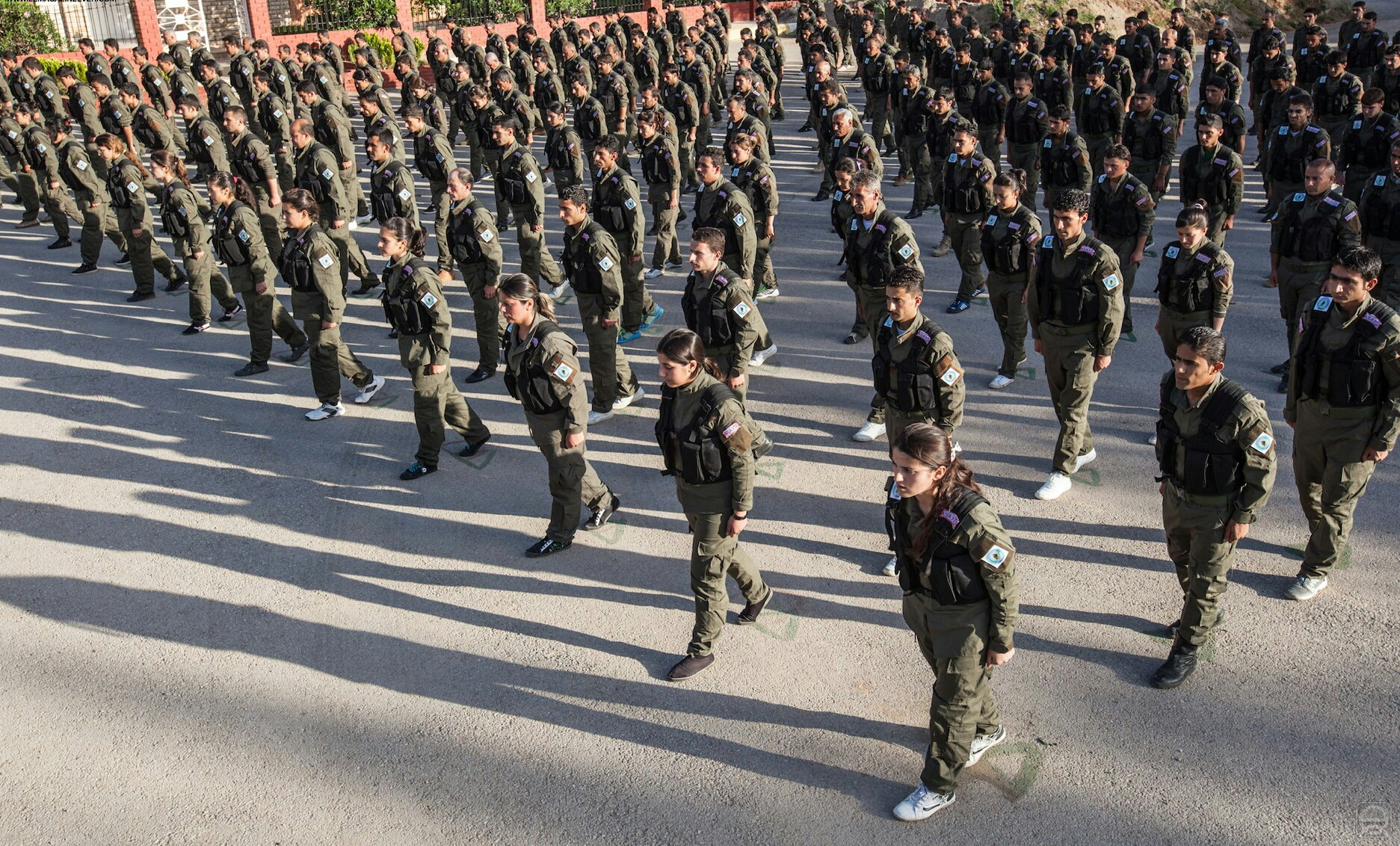
Członkowie Asaisz.

W regionie Dżazira siły Asaisz są dodatkowo uzupełniane przez asyryjską policję Sutoro, która jest zorganizowana na każdym obszarze zamieszkałym przez chrześcijańską ludność. Zapewnia bezpieczeństwo i rozwiązywanie problemów społecznych we współpracy z innymi jednostkami Asaisz. Chociaż Sutoro jest oficjalnie podporządkowane Asaisz i reprezentowane w zarządzie instytucji, działa w dużej mierze autonomicznie.
W dniu 25 maja 2017 w Asz-Szaddada zorganizowano pierwsze żeńskie oddziały Asaisz.

## Równość płci
Podobnie jak inne instytucje w Rożawie, Asaisz dąży do stworzenia siły opartej na równości płci. Szacuje się, że 25% jej członków to kobiety, a lokalnymi siłami Asaisz współkierują mężczyzna i kobieta.
W ramach Asaisz utworzono oddziały złożone wyłącznie z kobiet. Zajmują się one przemocą ze względu na płeć, sporami rodzinnymi między kobietami oraz ochroną kobiet podczas protestów i uroczystości publicznych. Ich celem jest zajęcie się każdą sprawą, w którą zaangażowana jest kobieta.

## Policja obywatelska
Na terenie całego regionu Rożawy działają także miejskie Cywilne Siły Obronne (kurd. Hêza Parastina Cewherî, HPC). Są to oddziały złożone z członków lokalnych komun, których zadaniem jest wykonywanie doraźnych zadań (np. pełnienie warty). Oddziały otrzymują szkolenia od Asaisz.